# Datei-Manager (Windows)
Der Windows-Datei-Manager ist ein Dateimanager von Microsoft. Das Programm war der standardmäßige Dateimanager der 16-Bit-Windows-3.x-Reihe sowie der 32-Bit-Windows-NT-Betriebssysteme bis Windows NT 3.51. Mit der Veröffentlichung von Windows 95 wurde er durch den Windows-Explorer abgelöst, war aber unter dem Dateinamen „WINFILE.EXE“ noch über Jahre Bestandteil des Systems. 2018 wurde der Quelltext unter der MIT-Lizenz auf GitHub veröffentlicht, per 2020 kann er für die Plattformen Windows (ab Windows 10) auf ARM, x64 und x86, und für Xbox One über den Microsoft Store bezogen werden.

## Geschichte
Der Datei-Manager wurde mit Windows 3.0 eingeführt, es ersetzte das vorher verwendete MS-DOS Executive (im deutschsprachigen Windows: MS-DOS). Er war in allen Windows-3.x-Versionen der Standard-Dateimanager von Windows. Windows 95 bietet in der ursprünglichen A-Version während des Setups die Möglichkeit, statt des neuen Windows-Explorer weiterhin die alte Kombination aus Programm-Manager und Datei-Manager zu verwenden. Der Datei-Manager dieser Windows-Betriebssysteme ist nicht Jahr-2000-kompatibel, es ist aber ein Patch von Microsoft verfügbar, der dieses Problem behebt.
Mit der Veröffentlichung von Windows NT 3.1, welches dieselbe Benutzeroberfläche wie Windows 3.1 verwendete, wurde eine 32-Bit-Version des Datei-Managers eingeführt. Mit Windows NT 4.0 wurde der Datei-Manager auch in dieser Betriebssystemreihe durch den Windows-Explorer abgelöst. Als alternativer Dateimanager ist er in der 16-Bit-Version noch bis Windows Me enthalten und die 32-Bit-Version in NT 4.0, wobei die ausführbare Datei bis Windows XP (Home) offenbar vollkommen kompatibel ist.
Am 6. April 2018 veröffentlichte Microsoft den Quellcode und für Windows 10 kompilierte Versionen des Datei-Managers auf GitHub unter der MIT-Lizenz (Open-Source).

## Funktionsumfang
Das Programm ist als Verknüpfung über die Hauptgruppe des Programm-Managers aufrufbar. Das Fenster des Datei-Managers ist unterteilt in ein Drop-Down-Menü zum Wechseln zwischen Laufwerken am oberen Rand, einer Ordneransicht (die wesentliche Neuerung im Vergleich zum sonst ähnlichen MS-DOS-Fenster) auf der linken sowie eine Dateiansicht auf der rechten Seite. Neben dem Verwalten von Dateien und Ordnern erlaubte der Datei-Manager das Formatieren von Laufwerken, das Verbinden eines Netzlaufwerks sowie die Zuordnung von Dateierweiterungen.
Unter Windows NT konnten die erweiterten Möglichkeiten des NTFS-Dateisystems verwaltet werden, also Zugriffsrechte und Datenkompression. Diese stehen mit der 32-Bit-Variante auch unter der Home-Edition von Windows XP zur Verfügung, die im Windows-Explorer ausgeblendet werden. Außerdem ist Winfile weniger anfällig gegen verschiedene Schutzverletzungen oder ausgeblendete Dateien und Laufwerke und eignet sich deshalb als grafisches Werkzeug bei bestimmten Reparaturzwecken.